# Crinisinus
Crinisinus là một chi bướm đêm thuộc họ Erebidae.